# Animal Jam
 Animal Jam (deutsch Tiermarmelade) ist eine US-amerikanisch-britische Fernsehserie, die zwischen 2003 und 2006 produziert wurde.

## Handlung
Die neuen Muppetfiguren Edi und Waffle veranstalten wöchentlich eine Tanzparty und ermutigen ihre jungen Zuschauer aufzustehen und mit ihnen zu tanzen.

## Produktion und Veröffentlichung
Die Serie wurde zwischen 2003 und 2006 in USA und Großbritannien produziert. Die Produktion wurde von The Jim Henson Company, HiT Entertainment und Discovery Kids übernommen.